# كارولين دين
كارولين دين (بالإنجليزية: Caroline Dean)‏ DBE FRS (من مواليد 2 أبريل 1957) هي عالمة نبات بريطانية تعمل في مركز جون إنز. وهي تركز على فهم الضوابط الجزيئية التي تستخدمها النباتات للحكم موسمياً على الزهرة. تهتم بالتحديد بالنباتات «تسريع الإزهار في النباتات من خلال التعرض لفترات من البرد المطول».